# جانکارلو پرته
جانکارلو پرته (ایتالیایی: Giancarlo Prete؛ ‏ ۵ فوریهٔ ۱۹۴۳ – ۹ مارس ۲۰۰۱) بازیگر اهل ایتالیا بود.
از فیلم‌هایی که وی در آن نقش داشته‌است، می‌توان به سرتو بدزد… مرد، شب بزرگ، آ.آ.آ. ماساژدهنده حرفه‌ای، زیبا، آماده ارائه خدمات…، مسالینا، مسالینا!، قتل‌عام در رم، لیدی‌هاک، سازمان مخفی آسیزی، بطن سیاه رتیل، شیاطین بال‌دار و فرار از برانکس اشاره کرد.